# Лугинский район
Луги́нский райо́н (укр. Лугинський район) — упразднённая административная единица на севере центральной части Житомирской области Украины. Административный центр — посёлок городского типа Лугины.
Основные реки — Жерев, Конявка.

## История
Район образован в 1923 году. Упразднён 30 декабря 1962 года, восстановлен 8 декабря 1966 года.
17 июля 2020 года Лугинский район присоединился к Коростенскому району. Его администрация была распущена.